# Kennedy McKinney
Kennedy McKinney, född den 10 januari 1966 i Hernando, Mississippi, är en amerikansk boxare som tog OS-guld i bantamviktsboxning 1988 i Seoul. Han besegrade Aleksandar Hristov från Bulgarien i finalen med 5-0.